# Giovanni Girolamo Savoldo

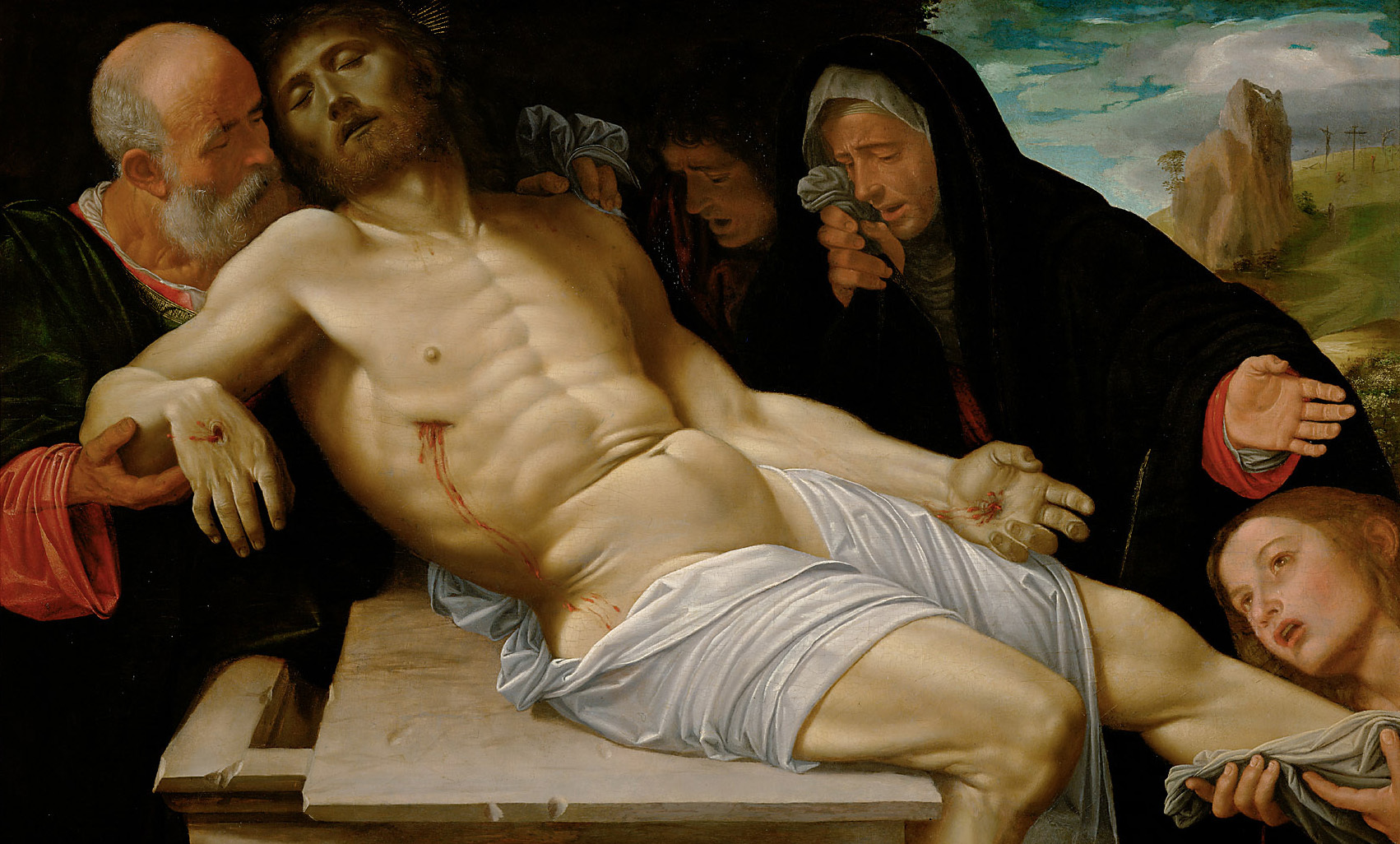
Giovanni Gerolamo Savoldo, Pietà (Vienna, Kunsthistoriches Museum).

Giovanni Gerolamo Savoldo, Jerónimo Savoldo o también llamado Girolamo de Brescia (Brescia circa 1480 - después de 1548), fue un pintor renacentista italiano.
Aunque influenciado por la pintura veneciana, lo que se hace evidente en su actividad como retratista en la que se aprecian rasgos del intimismo de Giorgione, se mantuvo siempre sustancialmente fiel a la raíz naturalística del arte lombardo que, después de Vincenzo Foppa, llega a Romanino y a Alessandro Bonvicino. Su obra, sobre todo las escenas nocturnas, iluminadas por una única fuente de luz, servirán como punto de partida para la obra de Caravaggio.

## Biografía
No se conoce ninguna de sus primeras obras, si bien está documentada su presencia en Parma en 1506, y en Florencia en 1508. Destacan, de estos años juveniles, el Reposo durante la huida a Egipto de la colección von Loetzbech de Nannhofen en Augsburgo, el Elías alimentado por un cuervo, fechado alrededor de 1510, de la National Gallery of Art de Washington, y la Deposición del Kunsthistorisches Museum de Viena.

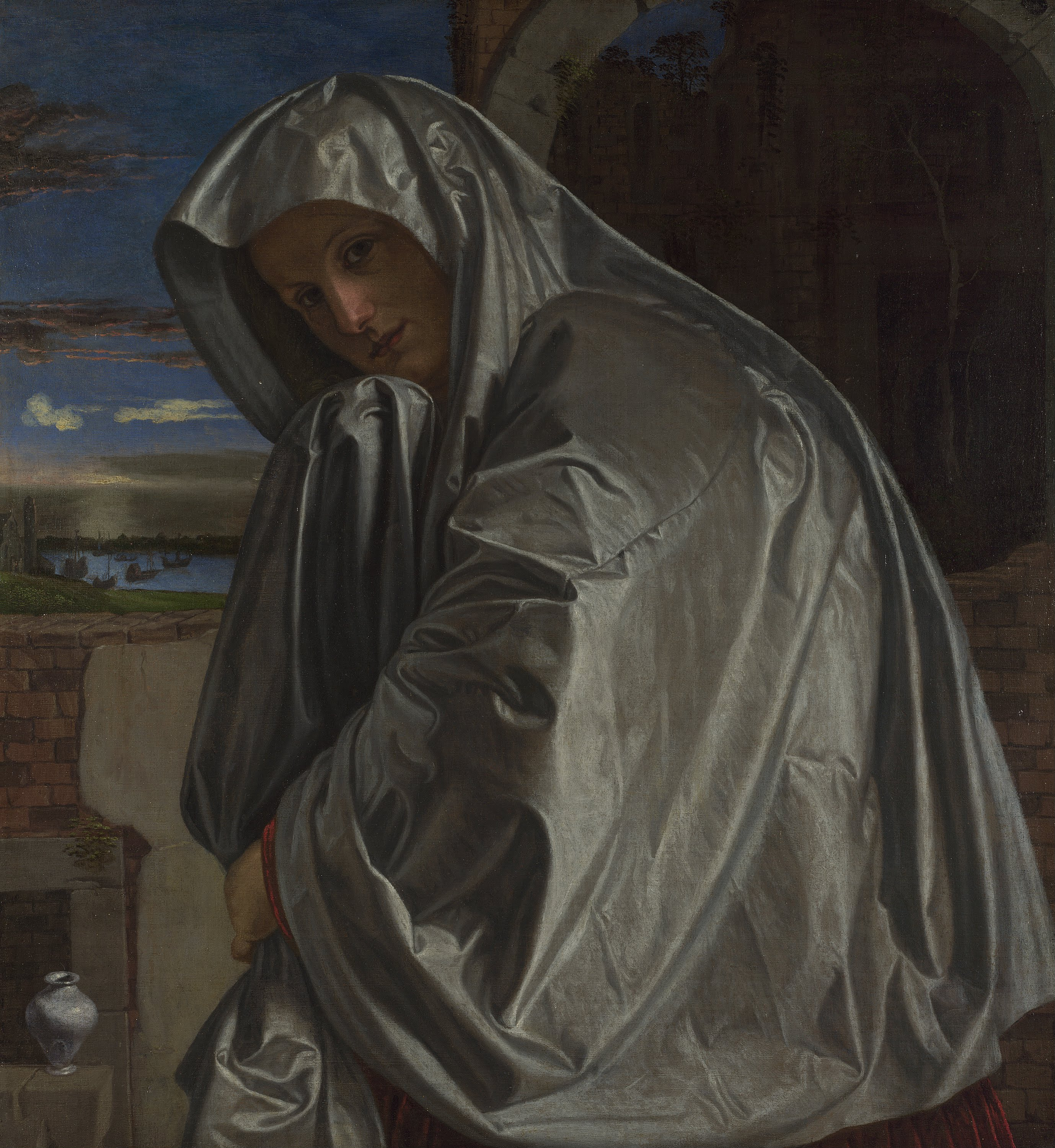
María Magdalena,
Giovanni Girolamo Savoldo.

Entre 1515 y 1520 Savoldo realizó el Retrato de un hombre vestido con armadura, identificado de forma errónea con el condotiero Gastón de Foix; el retrato presenta una figura masculina en una actitud fuertemente dinámica. La representación utiliza el recurso de los reflejos de la armadura, permitiendo así al pintor crear una textura lumínica de extraordinaria riqueza, posiblemente siguiendo un modelo perdido de Giorgione. Siempre del mismo periodo se puede fechar las Tentaciones de San Antonio, conservada en la Timken Art Gallery de San Diego, un tema que le permite iterpretar temas de la iconografía flamenca, muy apreciados por los clientes venecianos, ciudad en la que residió en 1520. Es en esa fecha cuando pintó Santos eremitas Antonio y Pablo, de la Galería de la Academia de Venecia.
El 15 de junio de 1524, Savoldo firmó un contrato con el prior Innocenzo da Pesaro para la realización de una «pala» destinada al altar mayor de la iglesia conventual de Santo Domingo en Pésaro, obra conservada en la Pinacoteca di Brera de Milán. 
En 1526 Savoldo hizo testamento en Venecia, nombrando heredera universal a su esposa, "Marija fijamenga de Tilandrija". De esa época datan la Adoración del Niño de la colecciones reales de Hampton Court, así como un San Jerónimo para la familia Averoldi, probablemente el conservado en la National Gallery de Londres. 
En 1548 es citado en calidad de testigo en un acto de compraventa realizado en Venecia. Del mismo año es la carta de Pietro Aretino dirigida al pintor bresciano Giovan Maria Fadino, en la que se recoge que Savoldo estaba aún vivo, pero "vecchione".